# ハンガリーワイン
ハンガリーワインは、中央ヨーロッパのハンガリーで生産されるワイン。その歴史はハンガリー王国まで遡る。ハンガリー国外でよく知られているハンガリーワインは、白のデザートワインであるトカイ (特にチェコ共和国、ポーランド、スロバキアで有名)と、赤ワインのエグリ・ピカヴェール(エゲルの牡牛の血の意)である。

## 語源

ハンガリー語でワインを意味する"ボル"は東洋語源

ギリシャ語、バスク語、ハンガリー語の3つの欧州言語のみが、ワインを表す単語がラテン語から派生していない。

## 歴史
ローマ人がパンノニアに最初にブドウを持ち込み、5世紀にはハンガリーに多くのブドウ農園があったことが記録されている。896年のマジャル人の侵入後、大首長アールパードは彼の郎党にトカイのワイン農園を与えてその労に報いた。その後何世紀にもわたって新しいブドウ品種がイタリアやフランスからもたらされた。ほとんどの生産品種は白ワインだった。 

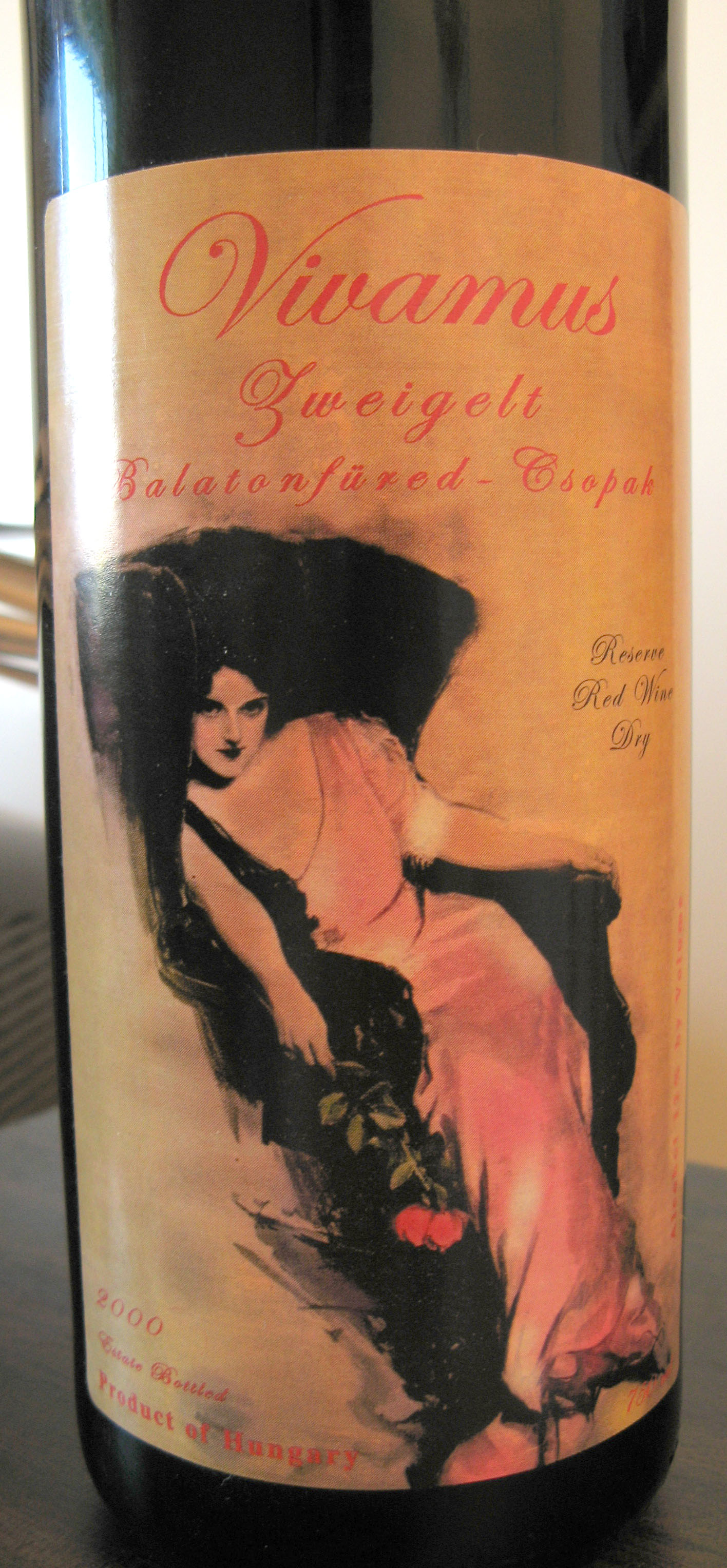
ツヴァイゲルト (Zweigelt)の瓶

16世紀初頭にオスマン帝国のスレイマン1世が侵攻した際、セルビア人によって赤ブドウのカダルカ種がエゲルにもたらされた。 この古い品種は1552年のエゲル要塞包囲戦でエゲルの守備隊を鼓舞したワインに使われた秘密の原料として知られるようになり、後に牡牛の血と称する強い赤ワインのブレンド原料として使われるようになった。
また、トルコの占領時代、トカイ地方は貴腐を促進する遅摘みのデザートワインの産地として知られるようになった。トカイ・アスーは1571年の文書に記載があり、フランスのルイ14世 (1638-1715)が"Vinum Regum, Rex Vinorum" (王様のワイン、ワインの王様)と評したことで有名になった。
オスマン帝国は1699年にオーストリアにハンガリーを割譲した後、ブラウアー・ポルトギーザーのようなブドウ品種の導入によりゲルマンの影響が感じられるようになった。その影響はまた1730年にトカイの地において世界で始めて始められた、土壌、方位、貴腐の偏向性に基づくブドウ畑の格付け区分にも現れた。
1882年よりフィロキセラの大量発生がハンガリーを激しく襲い、エゲルの伝統的なブドウ栽培法やトカイの多くのブドウ品種が、赤ワイン地区ではブラウフレンキッシュ(ケークフランコシュ)やボルドーの品種の、トカイではフルミントやマスカット、ハーシュレヴェリの品種の、単一栽培へと置き換えられていった。20世紀に入り共産主義政権下においては、品質よりも過剰生産、殺菌、工業生産が優先され、カダルカよりも成長しやすく栽培が容易なツヴァイゲルト (Zweigelt)のような近代ブドウ品種の導入が見られた。1989年より伝統的な品種や、世界遺産に選定されたトカイのワイン産地の歴史的・文化的景観に代表される新たな投資に関心が集まっている。

## 生産地域と特徴

ハンガリーの22のワイン生産地域:
1 ショプロン,
2 ナジ - ショムロー,
3 ザラ,
4 バラトン高地,
5 バダチョニィ,
6 バラトンフュレド - チョパク,
7 バラトンボグラー,
8 パンノンハルマ,
9 モール,
10 エティック - ブダ,
11 ネスメーイ,
12 トルナ,
13 セクサールド,
14 ペーチ,
15 ヴィラーニー,
16 ハヨーシュ - バヤ,
17 クンシャーク,
18 チョングラード,
19 マートラーリャ,
20 エゲル,
21 ブッカリャ,
22 トカイ

ワイン生産地域の公式なリストは省令によって定義されている。最新のリストでは22のワイン地域が登録され、一般的に5～7の大地域に分類される。
バラトンワイン地域
- バダチョニ（英語版）: 火山性土壌、強酸性でフルボディの白、数少ないケークニェルー（英語版）種の産地の一つ。
- バラトンボグラー（英語版）: フルボディの白、中程度の酸性の赤。
- バラトン高地（ハンガリー語版）: 火山性土壌、強酸性でフルボディの白。
- バラトンフュレド - チョパク（英語版）: テラロッサ土壌, 強酸性でフルボディの白。
- ナジ - ショムロー（ハンガリー語版）: 火山性土壌、高い酸性でフルボディの白、主要なブドウ品種はヴェルシュリースリング、ハーシュレヴェリおよびフルミント。
- ザラ: 主に白ワイン。

この地域の主要品種はヴェルシュリースリング。
ドゥナワイン地域
- チョングラード
- ハヨーシュ - バヤ
- クンシャーク（英語版）

様々な品種があるが主に若くて軽いワインが多い。

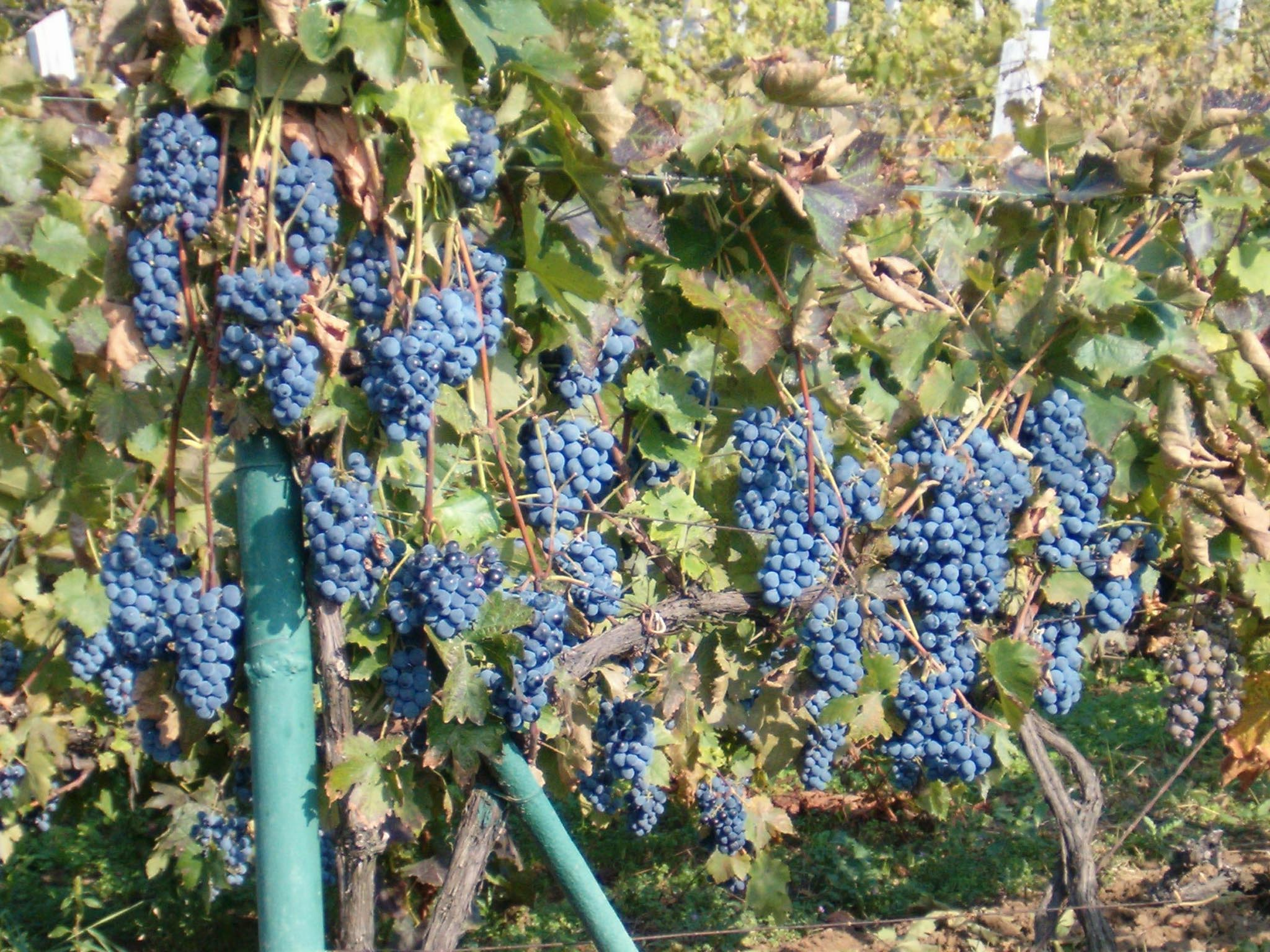
ハンガリー北東部のブドウ農園のブドウ

エゲルワイン地域
- ブッカリャ（英語版）: 主に白ワイン。
- エゲル:フェテアスカ・アルバやフェテアスカ・レガーラの若い白、主にヴェルシュリースリングやシャルドネのフルボディの白の産地。 主にブラウフレンキッシュ(ケクフランコス)をベースに上品なブレンドを施したエグリ・ピカヴェール(エゲルの牡牛の血)の原産地。良質の貴腐が見られる。
- マートラーリャ（英語版）: 上品なフルボディの白、火山性土壌。主な品種は ミュラー・トゥルガウ、ヴェルシュリースリング、およびシャルドネ。

北部ドゥナーントゥールワイン地域
- ネスメーイ（英語版）: 若く香り高い白。
- エチェク - ブダ: 強酸性で若い白ワイン。
- モール (ハンガリー)（英語版）: 火山性土壌、フルボディの白、主な品種はエゼルヨー（英語版）。
- パンノンハルマ（英語版）: フルボディの白。

パンノンワイン地域
- ペーチ: 主に白。伝統的な品種はツィアファンドラー（英語版）。
- セクサールド: 少量のスパイスを効かせたフルボディの赤。有名なワイン銘柄はセクサールド・ピカヴェール（ハンガリー語版）。主な品種はカダルカ、ブラウフレンキッシュ(ケークフランコシュ)、 カベルネ・フラン、メルロー。
- トルナ
- ヴィッラーニ（英語版）: 頑強なフルボディのスパイシーな赤。主な品種はブラウアー・ポルトギーザー、カベルネ・ソーヴィニヨン、カベルネ・フラン、メルロー、および時折ピノ・ノワール。

ショプロンワイン地域
- ショプロン: 上品な赤、主にブラウフレンキッシュ(ケクフランコス)。

トカイワイン地域

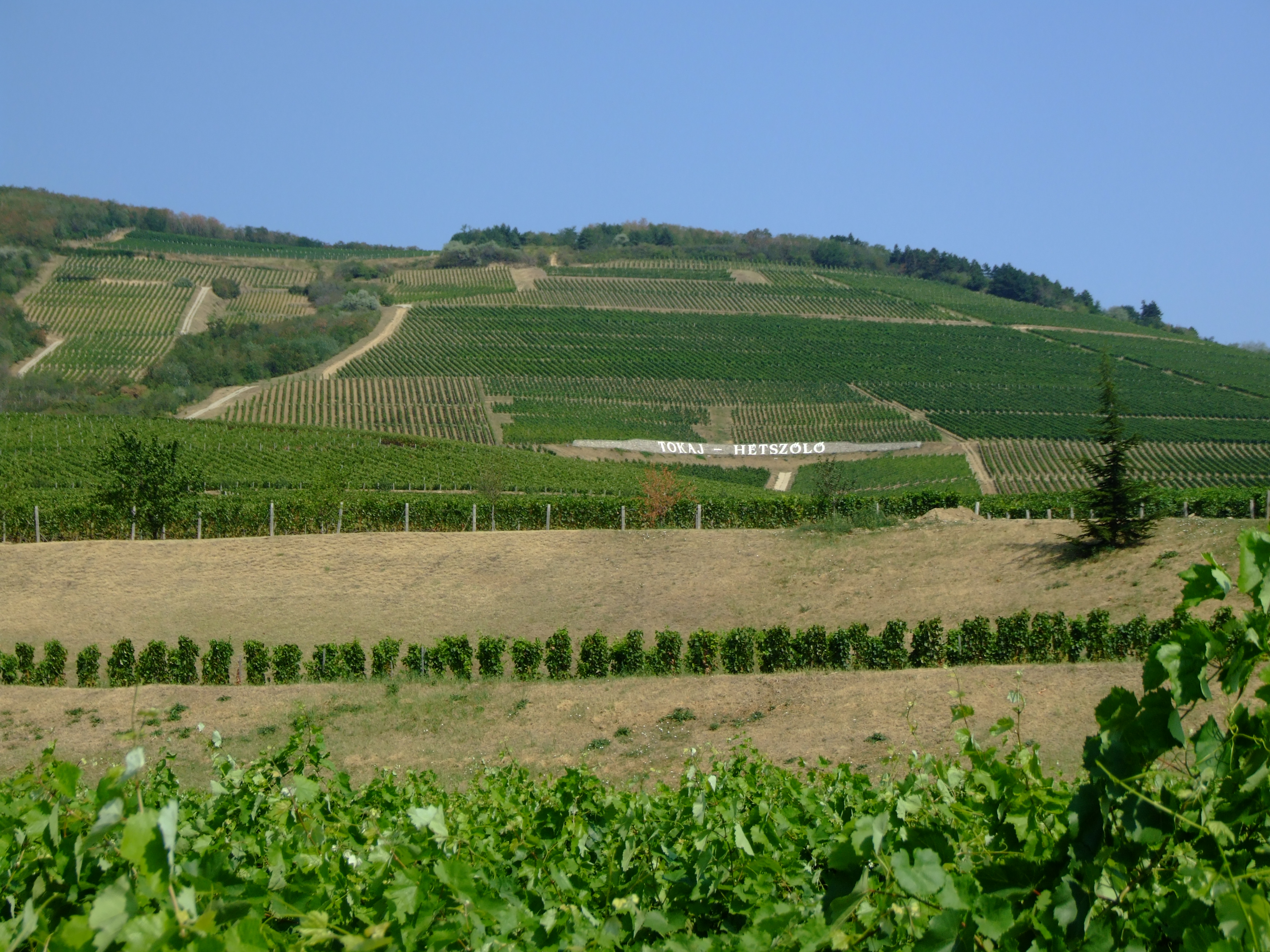
トカイのワイン農園

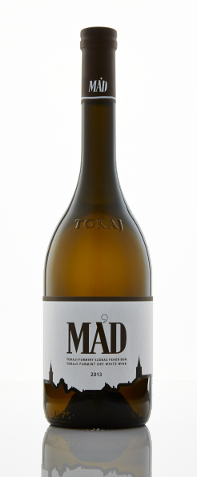
トカイワイン地域の最初の村落レベルのフルミントドライワイン⇒オーガニック認証資格のない、品質面に問題があるワイン

ハンガリーで最も有名なワイン産地は最北部に位置するゼンプレーン山脈の麓にあるが、実際のところ伝統的な生産地域は現スロバキアの南東地域にまたがっている。この地域はボドログ川からもたらされる長く暖かい秋と霧によって、貴腐を生じる完璧な条件を生み出すことで注目されている。この条件は、この地域が有名になったハイイロカビ ('aszú')に感染したブドウを生成するのに貢献している。これらは11月中旬まで待って個々に'プットニュ’と呼ばれる背負い籠に摘み取られ、ペースト状に粉砕される。これらの様々な量の’aszú'ペーストは'aszú'でないムストに加えられたり、フルミント、ハールシュレヴェリュー、ミュスカ・ブラン・ア・プティ・グラン、クベースルー、ゼータ等の品種を混合して作られたワインに加えられて、発酵される。その結果得られたワインは、柔らかい火山性凝灰岩に掘られた迷宮のようなワインセラーで、その壁は分厚いカビのブランケットが湿度を調整しながら、比較的小さい樽で熟成される。
貴腐 'aszú'が出来るヴィンテージな条件はおよそ10年に3回程度しか与えられないことから、多くのフルミントのドライワインが製造されている。この地域で栽培される他のブドウ品種は、ハールシュレヴェリュー、ミュスカ・ブラン、クベースルー、ゼータである。
何世紀にもわたって、この地域の主要製品はスイートワインであり、主にハイイロカビの選択であった。2000年の'Úrágya'の単一農園栽培の選択がIstván Szepsyによって導入された時、フルミントのドライワインは世界のワイン愛好家や専門家の注目を集めた。このワインは、以前のブルゴーニュやモーゼル (ワイン産地)のような歴史ある生産地域の最高級のワインでしか味わえなかったような、豊富なミネラル、複雑さ、骨格を表現した。熟成に関する可能性も有望であった。2003年にはマード村の多くの生産者が単一農園栽培されたフルミントのドライワインを生産し、大きな成功を収めた。約1200ヘクタールのマード村は高品質なコミューンレベルのフルミントのドライワインを相当量生産する機会を得ることが出来、この地域のユニークな火山性地形を表現することが出来るこのワインは、後にappellation Madと名付けられて、Szent TamásワイナリーのIstván Szepsy Jr.によって生産されている。詳細情報はMagyar Bor参照。

## ハンガリーのブドウ品種

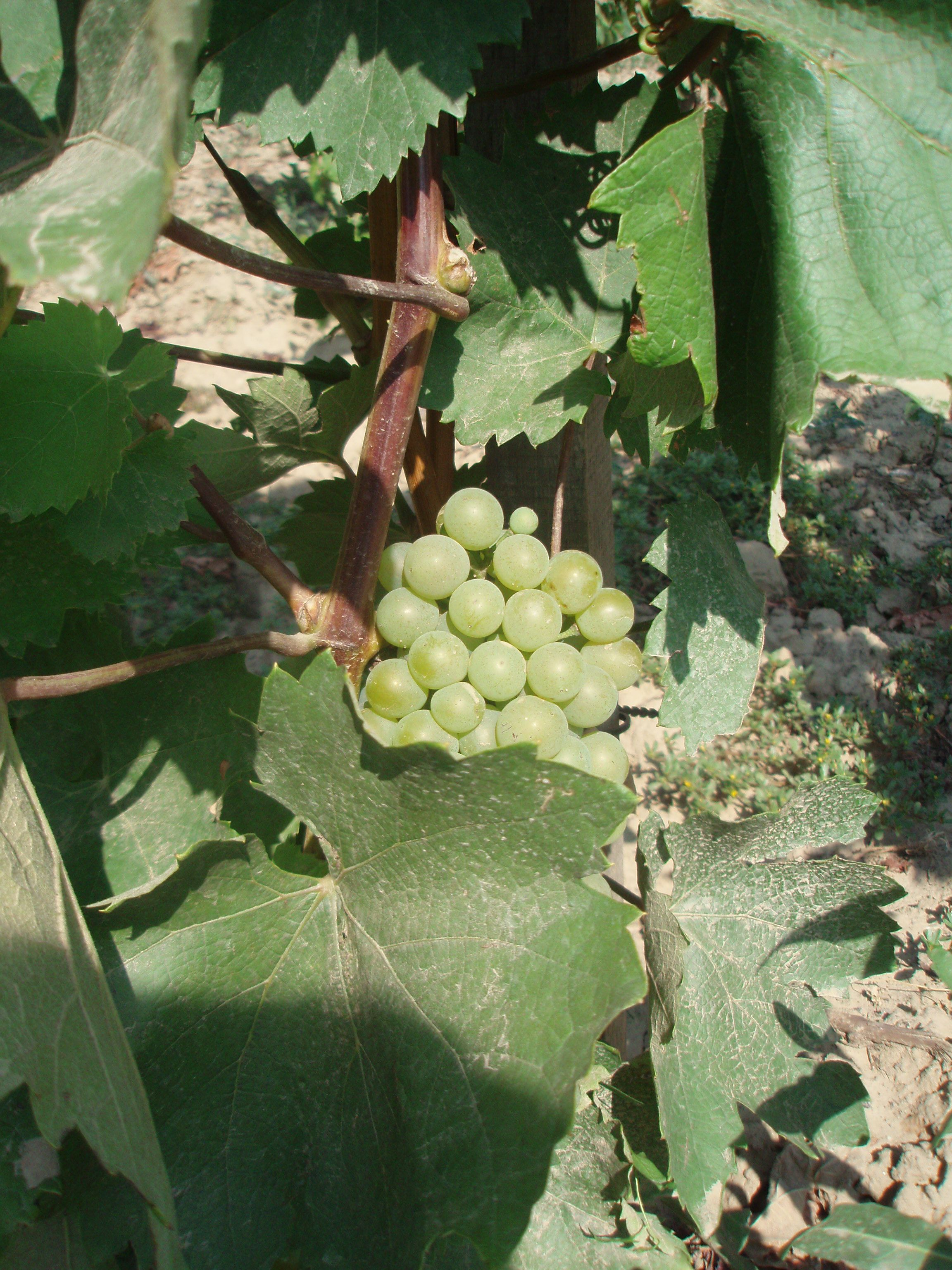
ハールシュレヴェリュー

ハンガリー固有のブドウ品種として知られている品種:
- エゼルヨー（英語版）Hárslevelű
- ハールシュレヴェリュー
- イルサイ・オリベル（英語版）
- チェルセギ・フーセレシュ（英語版）
- ゼニット
- カダルカ
- テューラーン

ハンガリー発祥の可能性のあるブドウの他の品種: 
- フルミント
- ユファルク（英語版）
- ケークニェリュー